# Albinismo ocular ligado al cromosoma X
El albinismo ocular ligado al cromosoma X (OA1, también conocido como albinismo ocular tipo Nettleship-Falls) es un trastorno genético de la biogénesis de los melanosomas. Se caracteriza principalmente por anomalías oculares, como nistagmo infantil (movimiento involuntario de los ojos), disminución de la agudeza visual, hipopigmentación del epitelio pigmentario del iris y del fondo de ojo. Los afectados suelen presentar problemas de refracción, reducción o ausencia de función binocular, fotoaversión (sensibilidad a la luz, también llamada fotofobia) y estrabismo. A diferencia de otros tipos de albinismo, la afectación de la piel y el cabello es mínima o inexistente. El albinismo ocular es un trastorno no progresivo; la agudeza visual suele mantenerse estable e incluso puede mejorar ligeramente durante la adolescencia.
El único gen conocido cuyas mutaciones causan esta enfermedad es el GPR143 (anteriormente conocido como OA1).

## Herencia
El albinismo ocular ligado al cromosoma X se hereda con un patrón recesivo ligado al cromosoma X. Esto significa que:
Varones: Los varones tienen un solo cromosoma X. Si heredan un cromosoma X con la mutación en el gen *GPR143*, desarrollarán la enfermedad.
Mujeres: Las mujeres tienen dos cromosomas X. Para desarrollar la enfermedad, necesitarían tener la mutación en *ambos* cromosomas X (lo cual es muy raro). Si solo tienen la mutación en un cromosoma X, se consideran portadoras. Generalmente no presentan síntomas significativos, aunque pueden mostrar signos leves (ver sección "Mujeres Portadoras").
- - Transmisión de la enfermedad:**

Padres afectados: Un varón afectado transmite el gen mutado a todas sus hijas (que serán portadoras) y a ninguno de sus hijos.
Madres portadoras: Una mujer portadora tiene un 50% de probabilidad en cada embarazo de transmitir el gen mutado.
Si transmite el gen mutado a un hijo varón, este desarrollará la enfermedad.
Si transmite el gen mutado a una hija, esta será portadora.
- - Situación de las madres de varones afectados:**

Determinar si la madre de un varón afectado es portadora es crucial para el asesoramiento genético:
Familias con múltiples varones afectados: Si hay más de un varón afectado en la familia, la madre es obligatoriamente portadora. La probabilidad de que dos o más hijos presenten mutaciones *de novo* independientes es extremadamente baja.
Familias con un único varón afectado: En este caso, hay dos posibilidades:
La madre es portadora: Esta es la situación más probable. La madre ha transmitido el gen mutado a su hijo.
Mutación *de novo* en el hijo: El hijo ha desarrollado una nueva mutación en el gen *GPR143* que no estaba presente en ninguno de los cromosomas X de la madre. En este caso, la madre no sería portadora.
Para diferenciar entre estas dos posibilidades, se recomienda:
Examen oftalmológico de la madre: Buscar signos de portadora (hipopigmentación irregular del fondo de ojo, transiluminación del iris).
Prueba genética de la madre: Si se conoce la mutación específica en el hijo, se puede realizar una prueba genética a la madre para buscar esa misma mutación.
Mosaicismo germinal: Aunque no se ha descrito específicamente en el albinismo ocular ligado al X, es un fenómeno que debe considerarse. Significa que la mutación está presente en algunas de las células germinales (óvulos) de la madre, pero no en todas las células de su cuerpo. Esto implica un riesgo de recurrencia para futuros hijos, incluso si la prueba genética en sangre de la madre es negativa.

## Cuadro Clínico

### Varones Afectados
Todos los tipos de albinismo comparten un fenotipo oftalmológico similar. En el albinismo ocular ligado al X, los signos típicos incluyen:
Nistagmo infantil: Movimiento involuntario e incontrolable de los ojos, presente desde el nacimiento o poco después.
Disminución de la agudeza visual: La visión puede variar de leve a moderadamente reducida.
Hipopigmentación del epitelio pigmentario: Tanto del iris (que puede aparecer translúcido) como de la retina (fondo de ojo).
Hipoplasia foveal: Desarrollo incompleto de la fóvea, la zona central de la retina responsable de la visión nítida.
Proyecciones anormales de las vías ópticas: Alteraciones en el recorrido de las señales nerviosas desde el ojo al cerebro.
Fotoaversión (fotofobia o fotodisforia): Sensibilidad excesiva a la luz, que puede ser el síntoma más incapacitante.
Errores de refracción: Hipermetropía con astigmatismo oblicuo es común. También puede presentarse miopía alta.
Función binocular reducida o ausente: Dificultad para usar ambos ojos juntos, debido a la alteración de las vías ópticas y al estrabismo.
Estrabismo: Desviación de uno o ambos ojos.

### Mujeres Portadoras
Las mujeres portadoras pueden considerarse mosaicos debido a la inactivación aleatoria del cromosoma X. Esto significa que algunas células expresarán el gen normal, mientras que otras expresarán el gen mutado.
Transiluminación del iris: El iris puede aparecer translúcido en ciertas áreas.
Hipopigmentación irregular del fondo de ojo: El fondo de ojo puede mostrar un patrón moteado o irregular de pigmentación.
Síntomas: Al menos el 80-90% de las portadoras heterocigotas presentan estos signos. La ausencia de estos signos NO excluye la posibilidad de ser portadora.
Afectación severa (rara): En raras ocasiones, las mujeres portadoras pueden estar tan afectadas como los varones, debido a la inactivación sesgada del cromosoma X, homocigosis para la mutación *GPR143*, o monosomía parcial del cromosoma X.

## Prevalencia
La prevalencia del albinismo ocular ligado al X se estima en 1 por cada 60,000 nacidos vivos varones en Dinamarca y 1 por cada 50,000 en EE. UU.

## Diagnóstico
El diagnóstico del albinismo ocular (OA) se basa en:
Fenotipo: Observación de los signos clínicos característicos (nistagmo infantil, iris translúcido, hipopigmentación del fondo de ojo, hipoplasia foveal, disminución de la agudeza visual, etc.). En los varones, la piel puede ser ligeramente más clara que la de los hermanos no afectados.
Historia familiar: Identificación de un patrón de herencia ligado al X (portadoras obligadas con signos de hipopigmentación retiniana y transiluminación del iris).
Pruebas genéticas moleculares: Detección de mutaciones en el gen *GPR143*. Este gen es el único conocido que causa albinismo ocular ligado al X, y las mutaciones se detectan en más del 90% de los varones afectados.

### Pruebas Genéticas
Análisis de secuencia: Detecta mutaciones puntuales y pequeñas deleciones/inserciones en el gen *GPR143*.
Análisis de deleción/duplicación: Detecta deleciones o duplicaciones más grandes dentro del gen *GPR143*. Un porcentaje significativo de las mutaciones son deleciones intragénicas.
Biopsia de Piel (en casos dudosos): El estudio al microscopio puede revelar la presencia de macromelanosomas, que son melanosomas anormalmente grandes.

### Estrategia Diagnóstica (Varón con Caso Simple)
Examinar el fenotipo de la madre: Buscar signos de portadora (iris translúcido, hipopigmentación del fondo de ojo).
Si la madre no presenta signos: Realizar pruebas genéticas moleculares en el varón afectado.
Si no se detecta la mutación: Considerar una biopsia de piel para buscar macromelanosomas.

### Riesgo para los Familiares
Padres del probando (caso índice):
El padre de un varón afectado NO puede tener albinismo ocular ni ser portador.
Si hay más de un varón afectado, la madre es portadora obligada.
Si solo hay un varón afectado, la madre tiene una alta probabilidad de ser portadora. Se debe examinar su retina. Si la mutación del hijo es conocida, se le puede hacer la prueba genética.
Si el varón afectado es el único caso en la familia, puede deberse a una mutación *de novo* en el probando (la madre no sería portadora) o a una mutación *de novo* en la madre (que podría o no presentar signos de portadora). El mosaicismo germinal, aunque no descrito en OA1, debe considerarse.
Hermanos del probando:
El riesgo depende del estado de portadora de la madre.
Si la madre es portadora, hay un 50% de probabilidad de transmitir la mutación en cada embarazo. Los hijos varones que hereden la mutación estarán afectados. Las hijas que la hereden serán portadoras.
Otros familiares: Las tías maternas y sus hijos pueden estar en riesgo de ser portadores o afectados, según el sexo.

## Asesoramiento Genético
El asesoramiento genético es crucial para informar a las personas y familias afectadas sobre la naturaleza de la enfermedad, el patrón de herencia, las implicaciones y las opciones reproductivas. Debe incluir:
Estudio de riesgo genético: Basado en el análisis del árbol genealógico (pedigrí) y las pruebas genéticas.
Información sobre la enfermedad: Explicar las características clínicas, la variabilidad fenotípica y el pronóstico.
Opciones reproductivas: Discutir las opciones de planificación familiar, incluyendo pruebas prenatales y diagnóstico genético preimplantacional (si la mutación familiar es conocida).
Apoyo psicológico: Ofrecer apoyo emocional y recursos para afrontar la enfermedad.
Aspectos éticos: Abordar los aspectos éticos, personales y culturales relacionados con las pruebas genéticas y la toma de decisiones.
Es especialmente importante ofrecer asesoramiento genético a adultos jóvenes afectados, portadores o en riesgo de ser portadores. Las pruebas prenatales son posibles si se conoce la mutación familiar y el embarazo es de riesgo.